# Дапенг – Гонконг
Дапенг – Гонконг – система газопроводів, яка здійснює транспортування регазифікованого блакитного палива до кількох споживачів у Гонконзі.
В 2006 році на східному узбережжі затоки Дапенг став до ладу термінал для прийому зрідженого природного газу. Частина імпортованого через нього ресурсу призначалась для спеціальної адміністративної одиниці Гонконг, яка знаходиться на протилежній, західній, стороні затоки Дапенг. Транспортування сюди регазифікованої продукції забезпечили за допомогою двох трубопроводів:
- Дапенг – Ламма, що обходить територію Гонконгу з півдня та завершується на острові Ламма, де працює потужна теплова електростанція. Цей газопровід має довжину 92 км та виконаний в діаметрі 500 мм;
- Дапенг – Тайпо, який перетинає затоку та виходить до заводу з виробництва штучного газу (town gas) у Тайпо. В цьому випадку проклали дві зібрані у пучок нитки завдовжки по 34 км (з них 33 км офшорна частина) з діаметром по 450 мм. Можливо відзначити, що на природний газ припадає біля 60% сировини заводу Тайпо, при цьому останній продукує 97% штучного газу, за рахунок якого відбувається газопостачання споживачів Гонконгу (окрім іншої потужної ТЕС Блек-Пойнт, яка також використовує трубопровідний природний газ).
Офшорні будівельні роботи виконала італійська компанія Saipem. Труби системи опустили на 3 метра нижче морського дна та облаштували захист із каміння у місцях, де є ймовірність пошкодження газопроводів.